# Paradiscosoma carlgreni
Paradiscosoma carlgreni är en korallart som först beskrevs av Watzl 1922.  Paradiscosoma carlgreni ingår i släktet Paradiscosoma och familjen Discosomatidae. Inga underarter finns listade i Catalogue of Life.